# マグヌス・マットソン
- マグナス・マットソン

マグヌス・エルケーア・マットソン（Magnus Elkjær Mattsson, 1999年2月25日 - ）は、デンマーク・南デンマーク地域マースタル出身のサッカー選手。FCコペンハーゲン所属。ポジションはMF。

## クラブ経歴
2012年にシルケボーIFのユースアカデミーに入所。2017年にトップチームに昇格。8月28日のホブロIK戦でプロデビュー。2017-18シーズンはリーグ戦12試合に出場するも、チームはデンマーク・スーペルリーガで13位に終わり、デンマーク・ファーストディビジョン (2部リーグ)に降格。2018-19シーズンより出場機会が増え、シーズン途中まで20試合6ゴールを記録し、チームは2部リーグで優勝したものの、2019年3月に左足の内転筋を痛めて手術の為にシーズン終了。更に2019-20シーズンは左膝の前十字靱帯の手術の為にシーズン全休。2020-21シーズンに復帰し、2部リーグで26試合19ゴールを記録。トップリーグ復帰を貢献した。
2021年6月28日、NECナイメヘンと3年契約を締結した。
2024年2月1日、FCコペンハーゲンに移籍した。

## 代表経歴
2017年から各ユース世代のデンマーク代表でプレーしている。

## 人物
- 父のヨアキム・マットソン (Joakim Mattsson) はスウェーデン人で、デンマーク・スーペルリーガの各チームの監督を歴任している。その関係で、デンマークとスウェーデンの両国の国籍を所有している[3]。
- 弟のペレ・マットソンもサッカー選手。